# Großsteingräber bei Braudel
Die Großsteingräber bei Braudel sind drei megalithische Grabanlagen der jungsteinzeitlichen Trichterbecherkultur nahe dem zur Gemeinde Clenze gehörenden Ortsteil Braudel im Landkreis Lüchow-Dannenberg, Niedersachsen. Sie tragen die Sprockhoff-Nummern 733–735.

## Lage
Die Gräber befinden sich südöstlich von Braudel in einem Waldstück. Die Gräber 2 und 3 liegen etwa 700 m südöstlich des Wohnplatzes Vaddensen und sind etwa 100 m voneinander entfernt. Grab 1 liegt 1 km nordöstlich dieser beiden Anlagen. In der näheren Umgebung gibt es mehrere weitere Großsteingräber: 2 km südsüdöstlich der Gräber 2 und 3 liegen die Großsteingräber bei Reddereitz, 1,3 km nördlich von Grab 1 das Großsteingrab Dickfeitzen.

## Beschreibung

### Grab 1

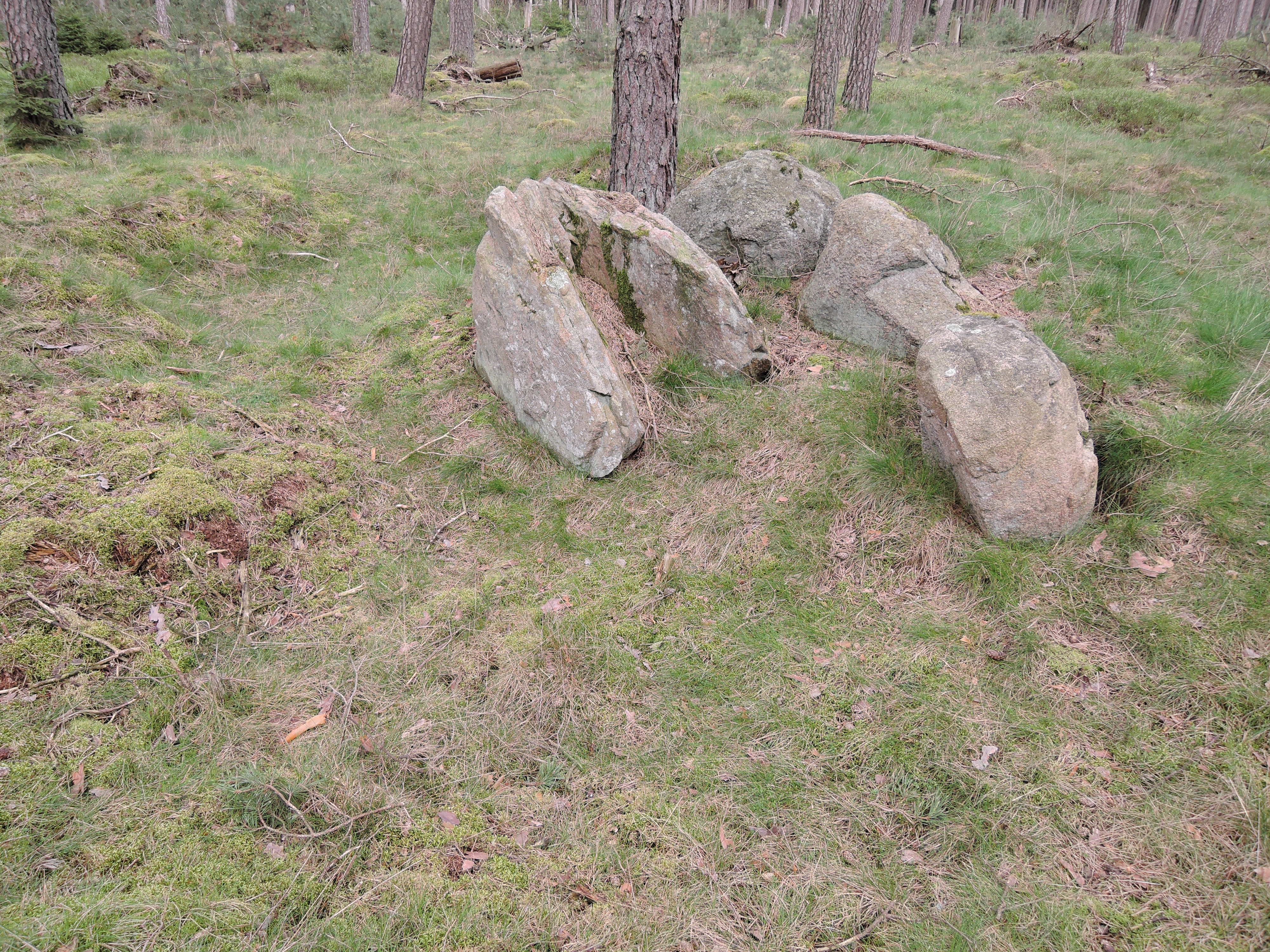
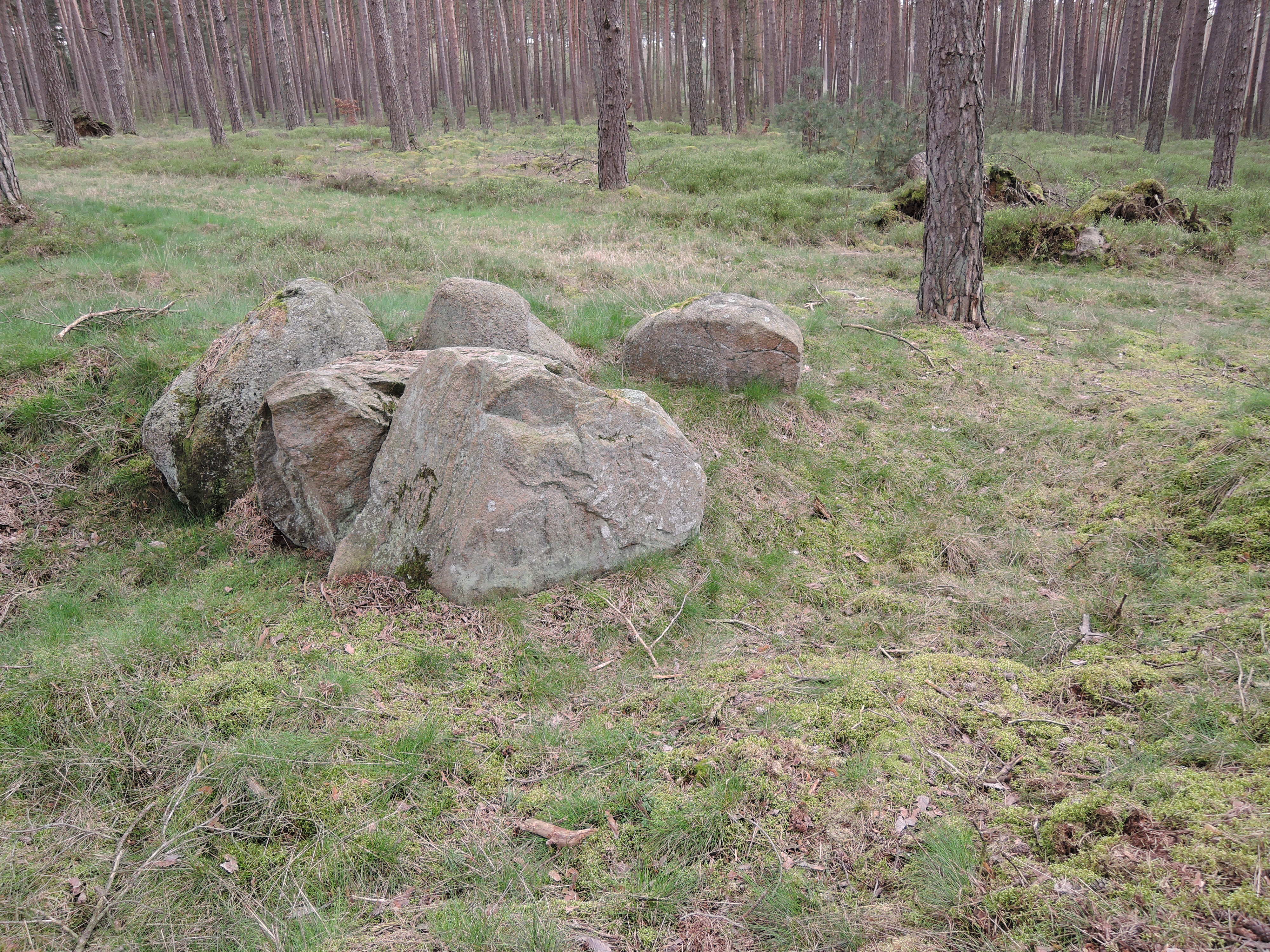
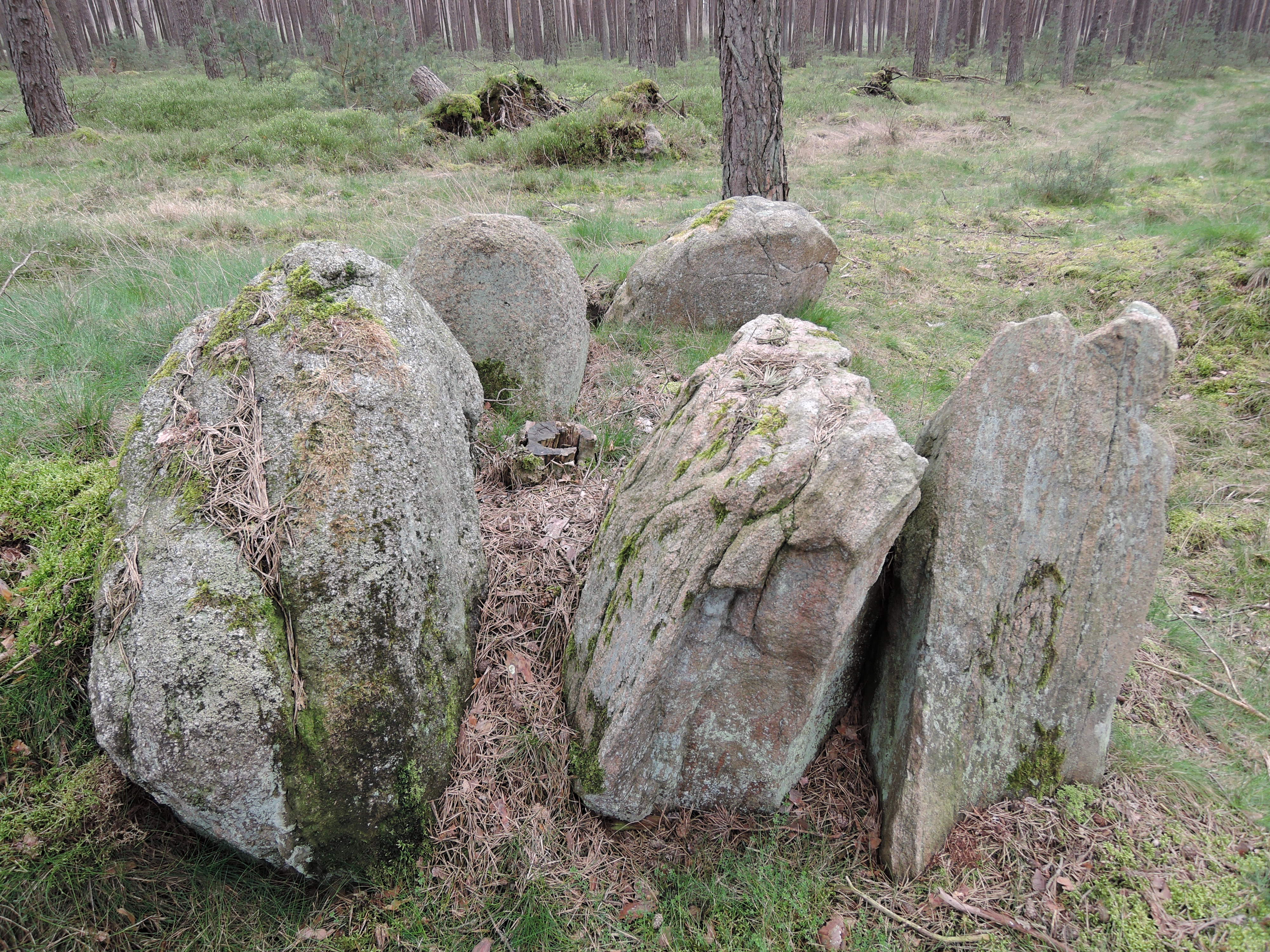
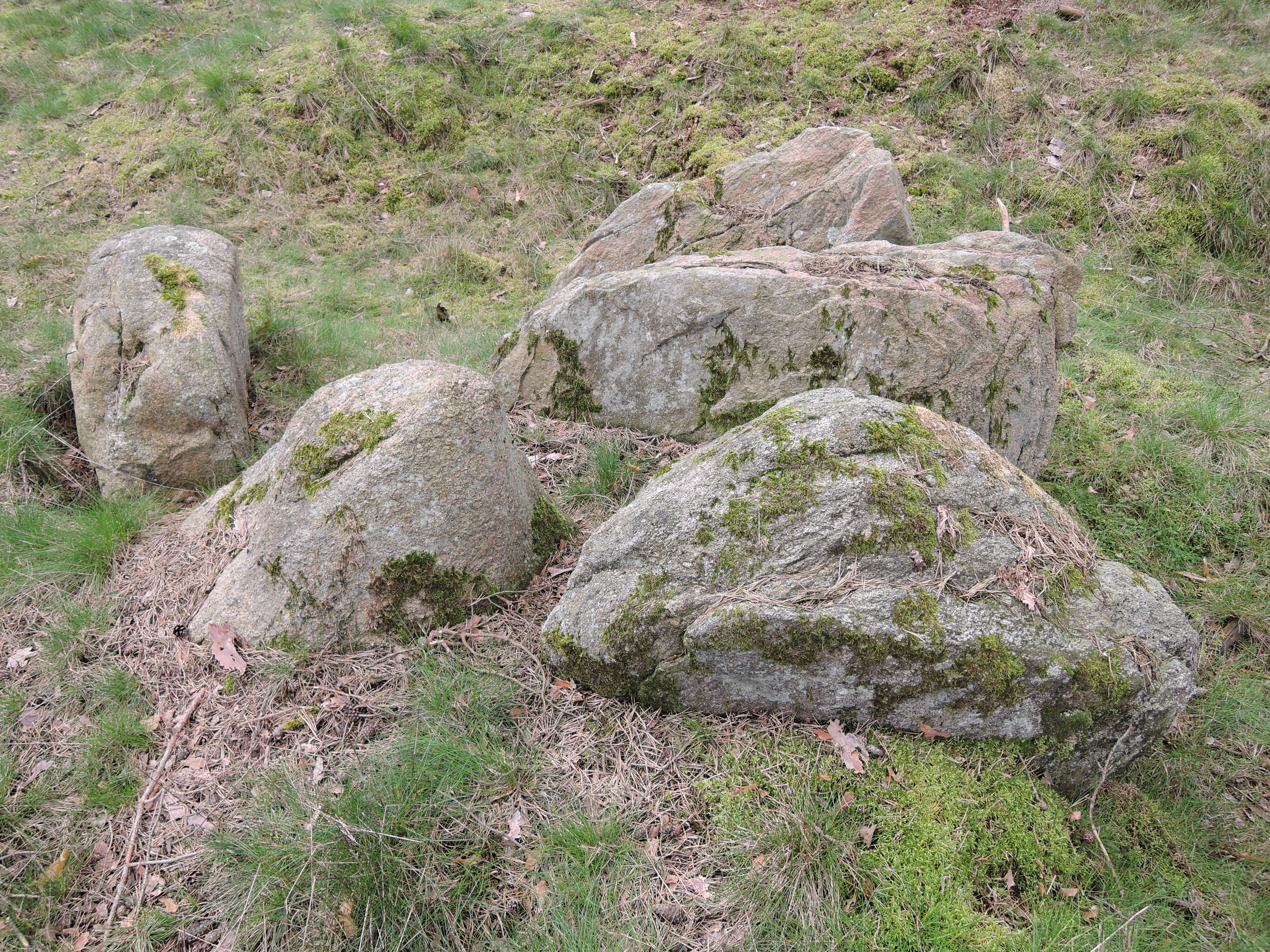

Grab 1 mit der Sprockhoff-Nummer 735 besitzt eine runde Hügelschüttung mit einem Durchmesser von 10 m. Die Grabkammer ist stark zerstört. Sie ist als tiefe Mulde im Hügel zu erkennen, in der sich noch sechs Steine befinden. Bei einem davon handelt es sich um einen Deckstein. Von den anderen stehen noch zwei in situ. Es handelt sich um Wandsteine der östlichen Langseite, woraus zu erkennen ist, dass die Grabkammer nord-südlich orientiert ist. Die ursprüngliche Position der restlichen drei Steine ist unklar.

### Grab 2

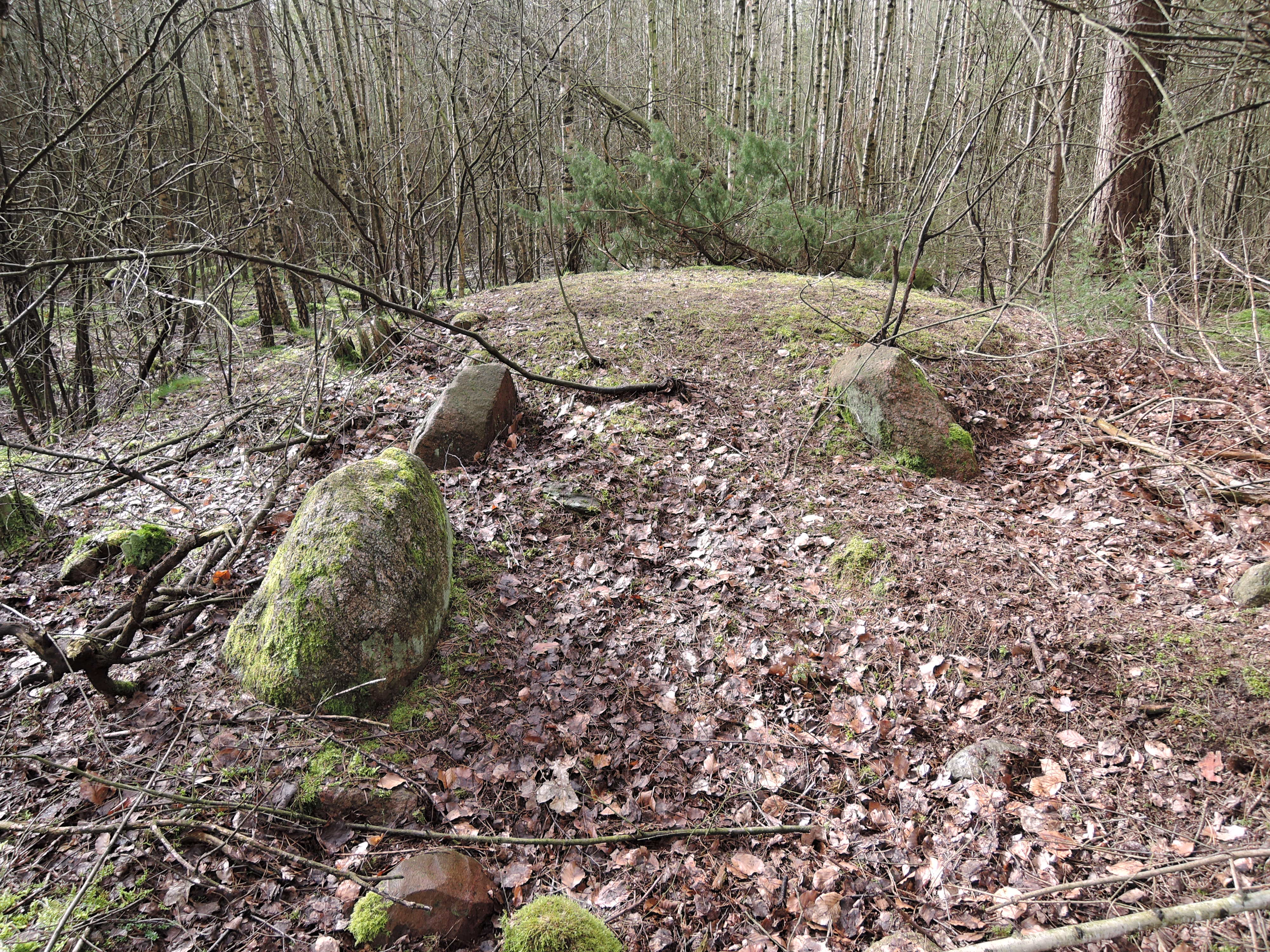
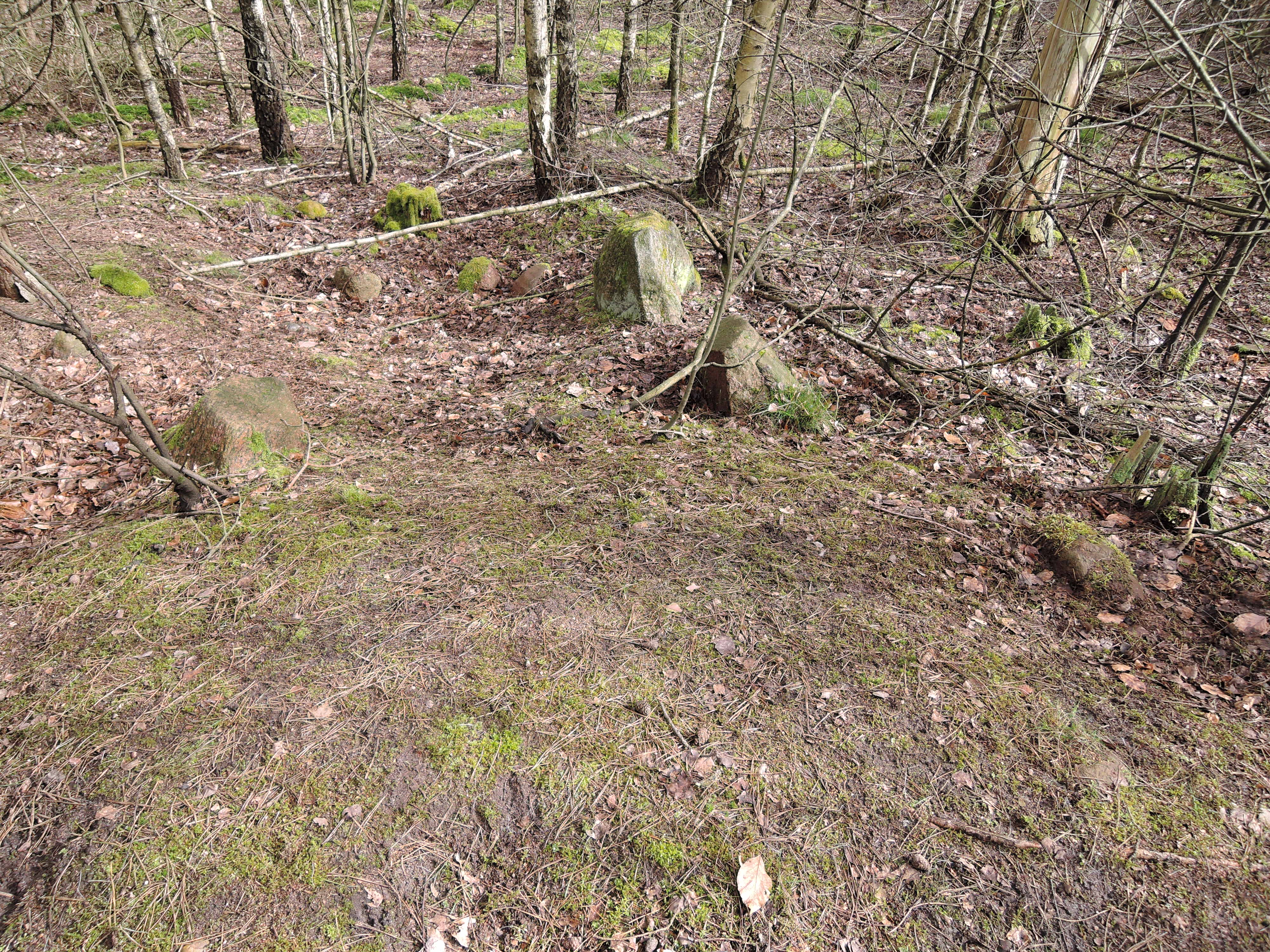
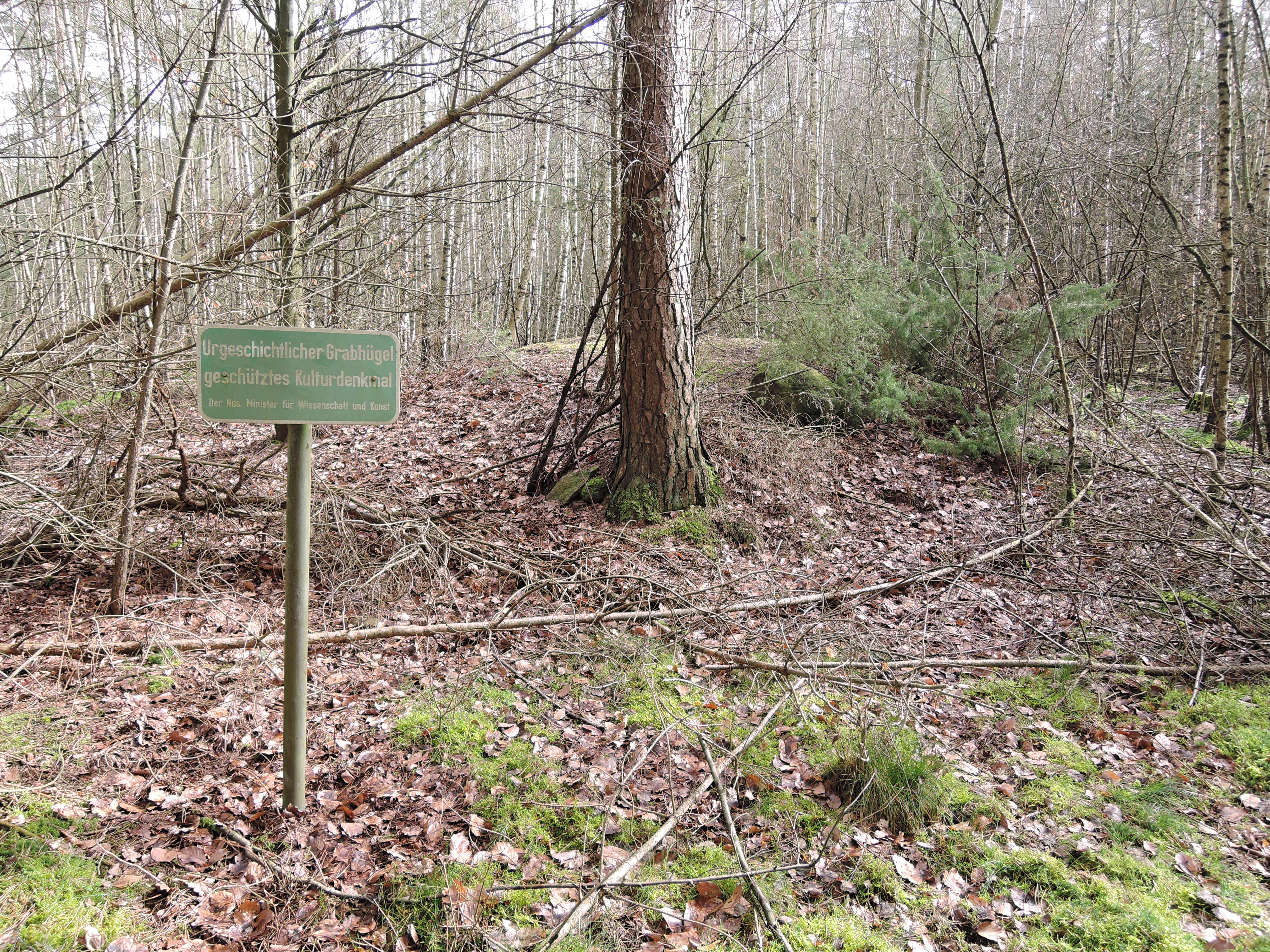
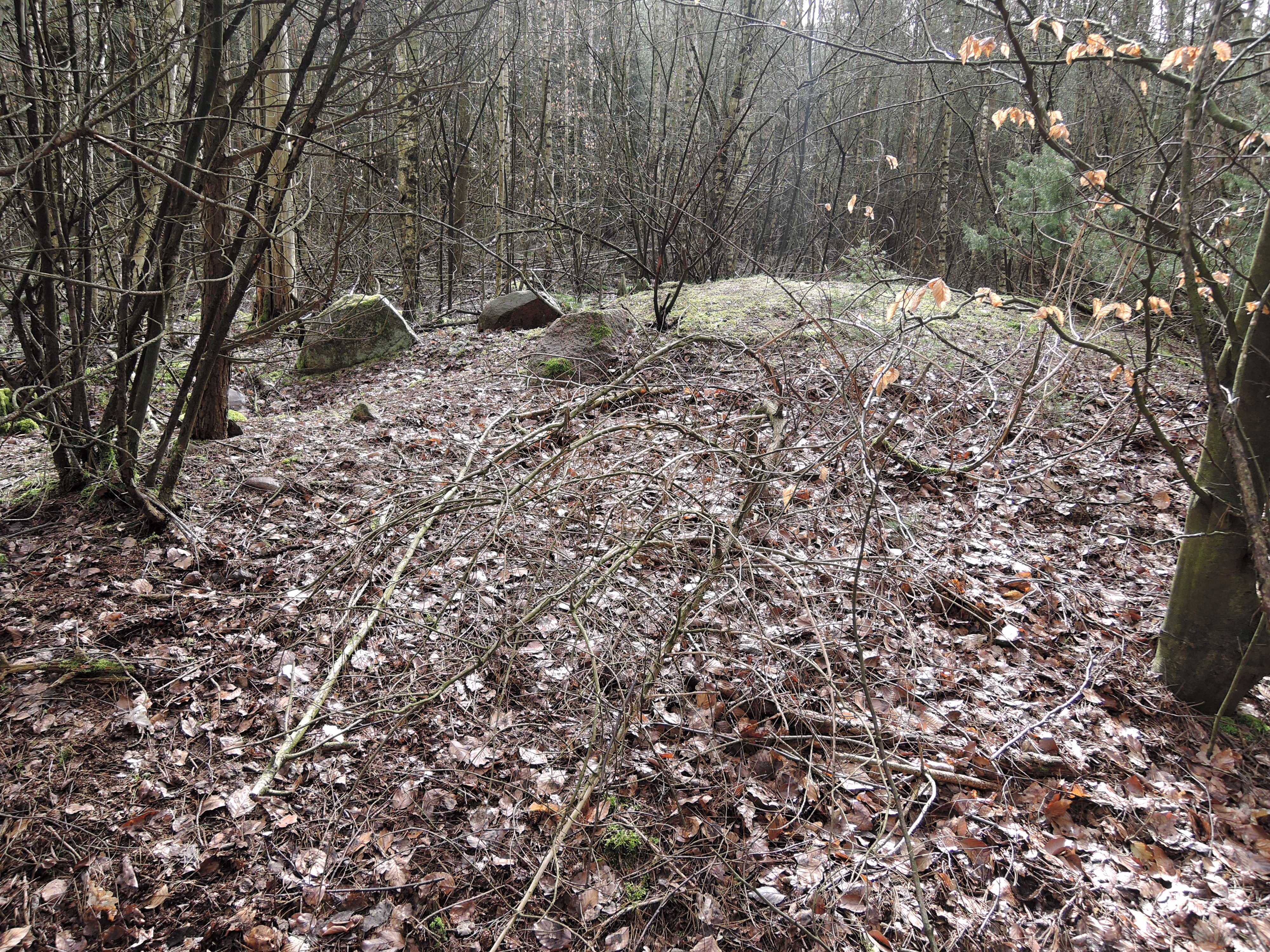

Grab 2 mit der Sprockhoff-Nummer 734 besitzt eine ovale, ungefähr nord-südlich orientierte Hügelschüttung mit einer Länge von 15 m, einer Breite von 10 m und einer Höhe von 1,5 m. An der Nordseite befindet sich eine Eingrabung. An dieser Stelle sind zwei Wandsteine der östlichen Langseite sichtbar. Der Rest der Grabkammer ist noch komplett durch den Hügel überdeckt.

### Grab 3

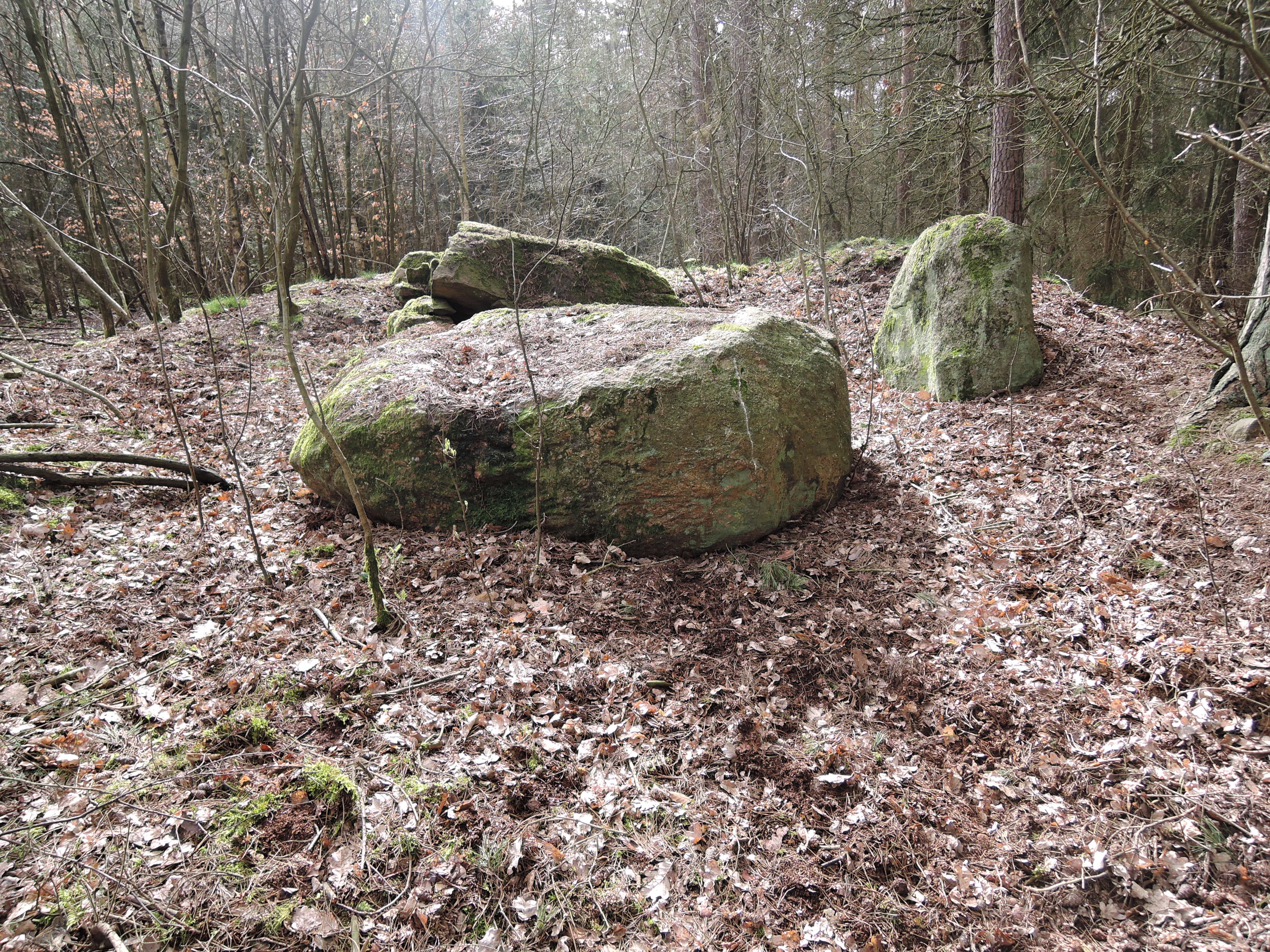
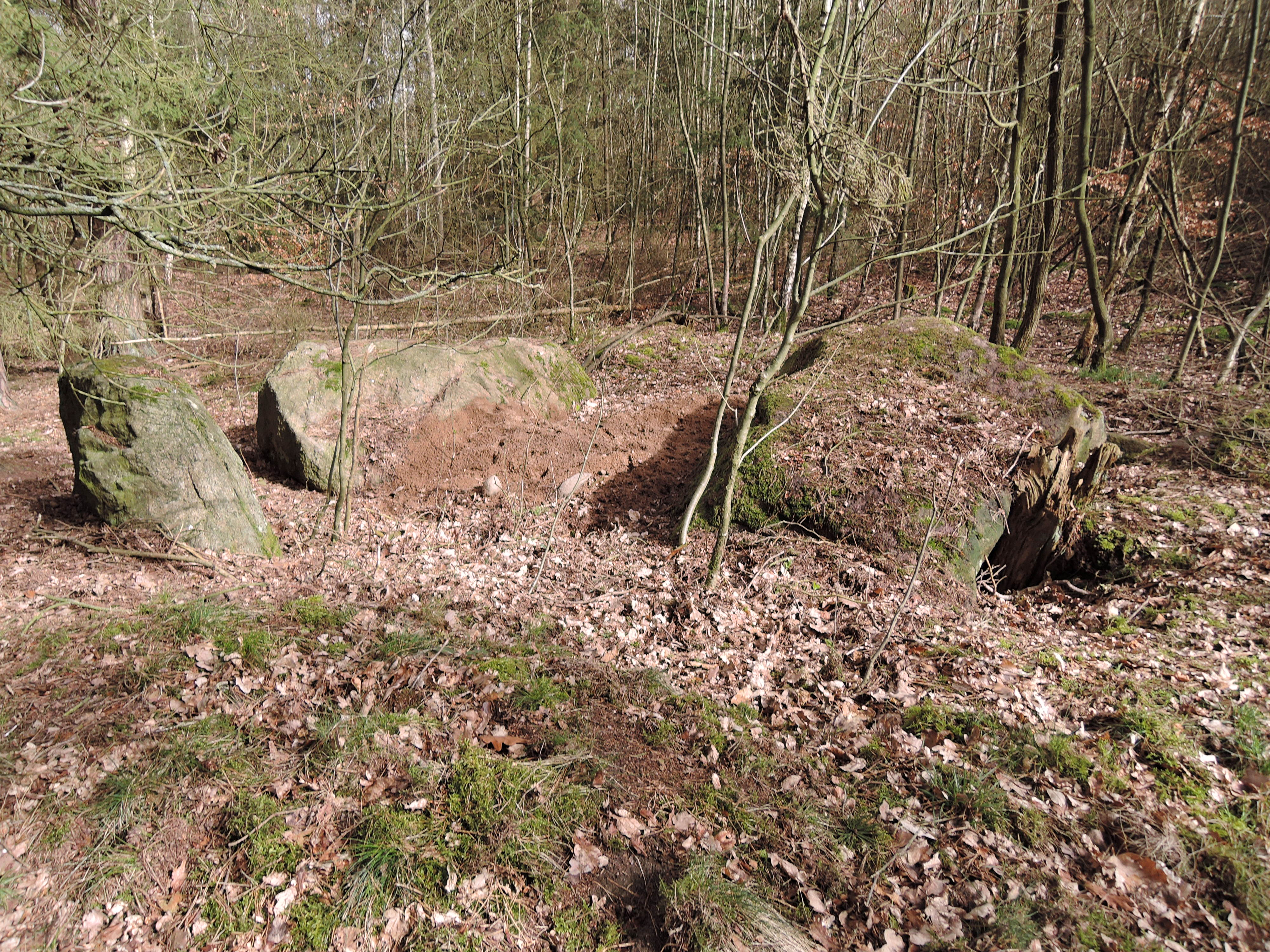
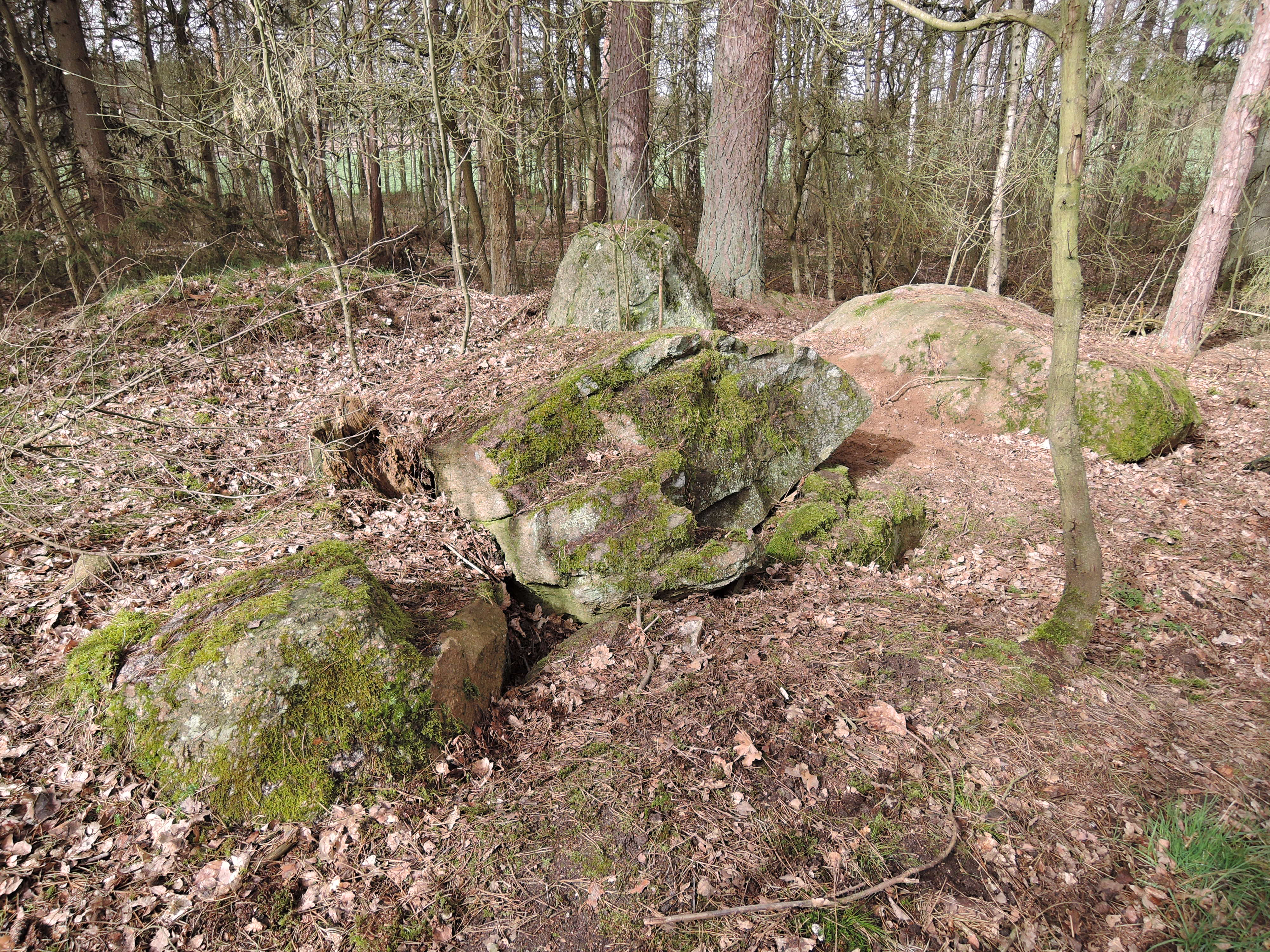
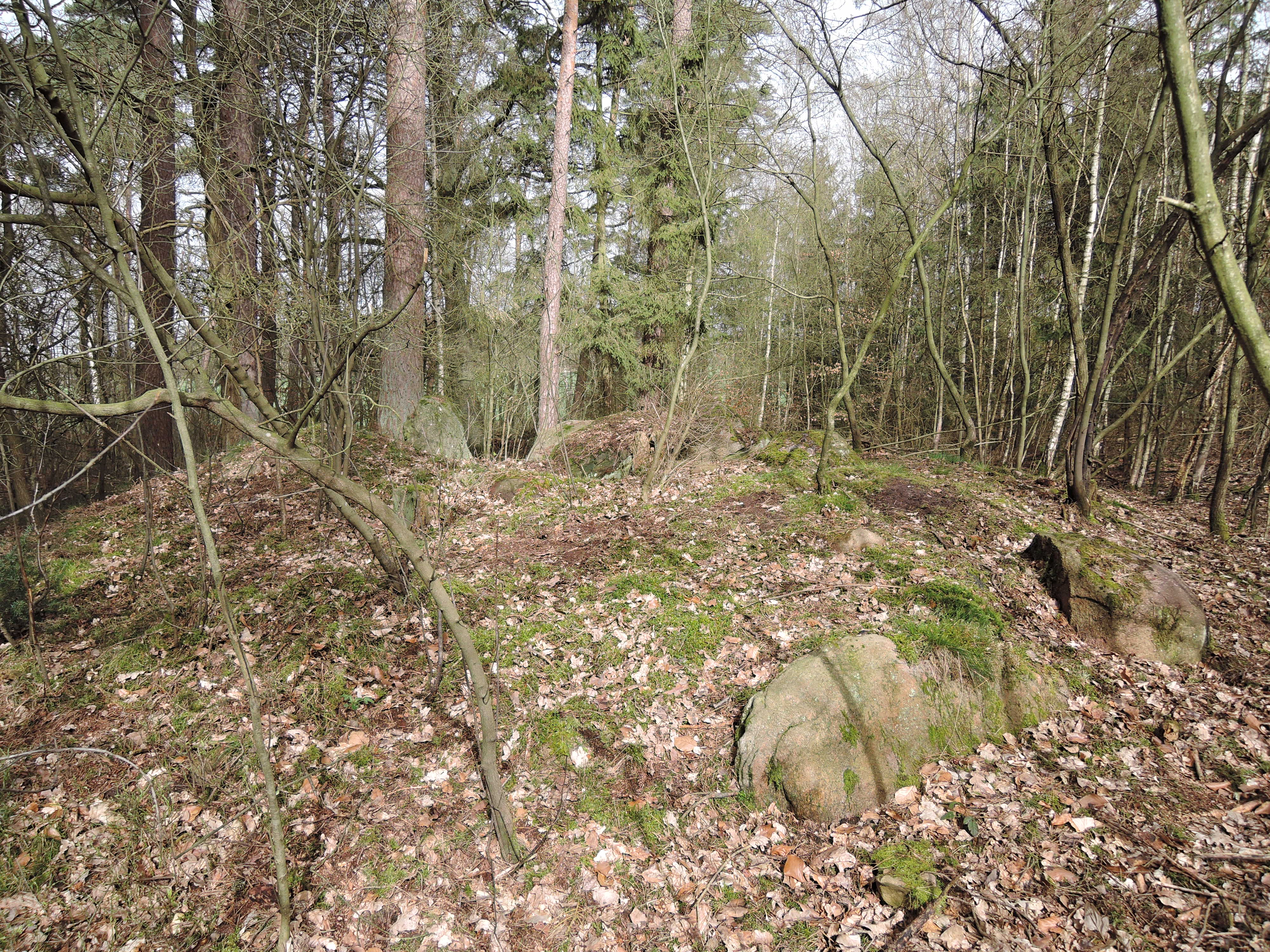

Grab 3 mit der Sprockhoff-Nummer 733 besitzt eine nordwest-südöstlich orientierte Hügelschüttung mit einer Länge von 20 m, einer Breite von 10 m und einer Höhe von 2 m. Von der Grabkammer sind noch zwei Decksteine und sieben Wandsteine erhalten, von letzteren stehen noch der Abschlussstein der nordwestlichen Schmalseite, der angrenzende Wandstein der südwestlichen Langseite sowie ein Stein der nordöstlichen Langseite in situ. In ihrem ursprünglichen Zustand dürfte die Grabkammer fünf Wandsteinpaare an den Langseiten und ebenso viele Decksteine besessen haben.